# Krithe mazziniae
Krithe mazziniae is een mosselkreeftjessoort uit de familie van de Krithidae. De wetenschappelijke naam van de soort is voor het eerst geldig gepubliceerd in 2009 door Yasuhara, Cronin, Hunt, Hodell.